# Звенигородская волость
Звенигородская волость — административно-территориальная единица Александрийского уезда Херсонской губернии.
По состоянию на 1886 состояла из 18 поселений, 17 сельских общин. Население 2515 человек (1261 мужского пола и 1254 женского), 432 дворовых хозяйства.
|                        | Площадь | В том числе пахотной |
| ---------------------- | ------- | -------------------- |
| Сельских общин         | 3043    | 2257                 |
| Частной собственности  | 12 935  | 5425                 |
| Казённой собственности | 8801    | 670                  |
| Другой собственности   | 205     | 105                  |
| Всего                  | 24 984  | 8457                 |

Самые большие поселения:
- Звенигородка — село при реке Ингулец в 7 верстах от уездного города, 680 человек, 109 дворов, православная церковь, винокуренный завод, паровая мельница.
- Озерная (Радоловичева, Мордовская) — село при реке Ингулец, 49 человек, 12 дворов, ярмарка 9 марта.
- Пилиповка — село при реке Ингулец, 204 человека, 34 двора, трактир.